# De Frikonservative

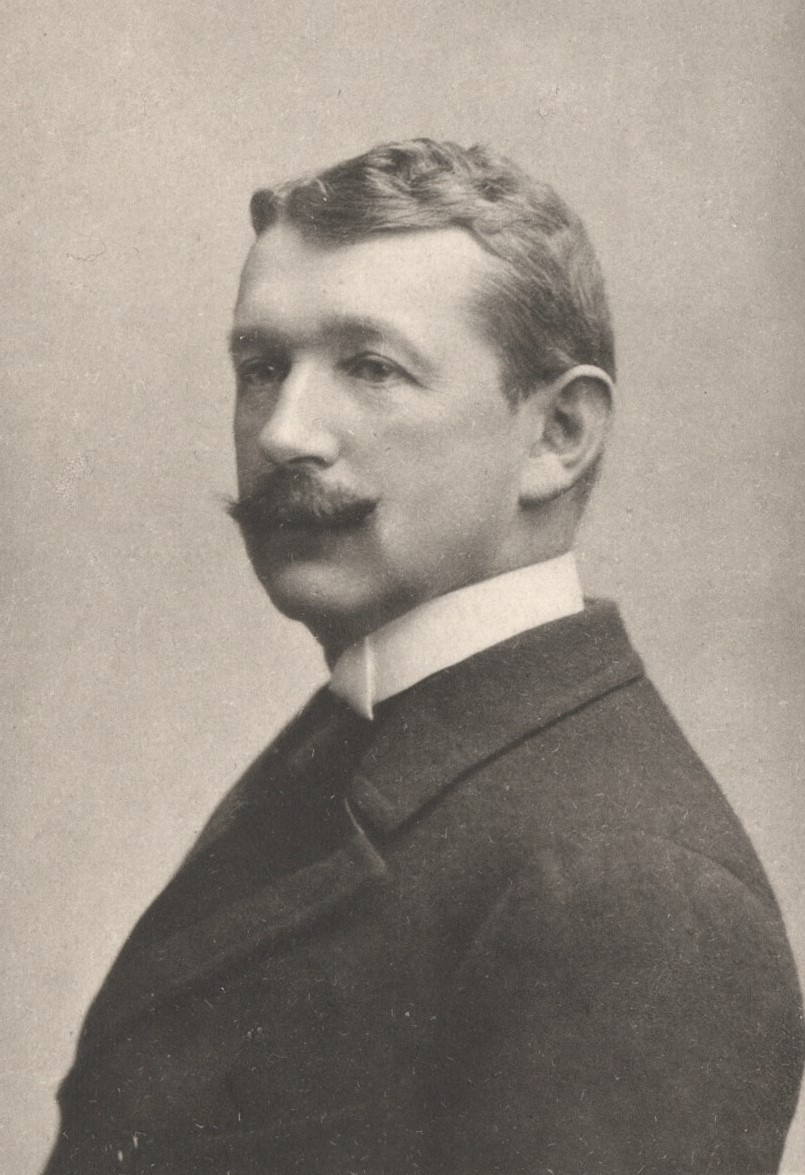
Partiledaren Mogens Frijs.

De Frikonservative var ett politiskt parti i Danmark som hade betydande inflytande under början av 1900-talet. Det bildades genom en utbrytning ur Højre under åren kring sekelskiftet och gick 1915 åter samman med partiet som därmed bytte namn till Det Konservative Folkeparti. Partiet var ofta vågmästare i Landstinget och hade under sin livstid betydande inflytande på de regeringar som bildades.